# Deutsche Forschungshochschule
Die Deutsche Forschungshochschule, die zwischen 1947 und 1953 in Berlin-Dahlem bestand, geht auf einen Plan von Robert Havemann zurück, durch den zunächst die Weiterarbeit der nach dem Ende des Zweiten Weltkriegs in Berlin verbliebenen Institute der Kaiser-Wilhelm-Gesellschaft zur Förderung der Wissenschaften (KWG) gesichert werden sollte. Fritz Karsen als Vertreter der amerikanischen Militärregierung griff diesen Plan auf und versuchte, eine Forschungshochschule nach dem Vorbild der amerikanischen Schools of Advanced Studies zu etablieren. Die Forschungshochschule sollte zugleich eine wichtige Rolle im Reeducation-Programm spielen.

## Die Berliner Forschungslandschaft im Jahre 1945
Mit der sich abzeichnenden Niederlage des Deutschen Reichs verlegten viele der in Berlin ansässigen Institute der KWG ihren Sitz nach Süd- oder Westdeutschland, die Generalverwaltung übersiedelte im Februar 1945 nach Göttingen. Auch Finanzmittel wurden auf diese Weise in Sicherheit gebracht und ermöglichten den ausgelagerten Instituten in den Wirren nach der Kapitulation die Weiterarbeit.
Allerdings waren einige Institute beziehungsweise Teile von Instituten in Berlin zurückgeblieben. Deren Existenz war weitaus gefährdeter, Institutsgebäude waren oftmals zerstört oder wurden zunächst von den Alliierten beschlagnahmt. Viele dieser KWG-Reste befanden sich in Berlin-Dahlem. Ihre weitere Finanzierung entwickelte sich zu einem schwierigen Akt, dessen Akteure zunächst die vier alliierten Mächte und die neue zivile Berliner Verwaltung waren. Erste Anstöße für eine Neuorganisation der Berliner KWG-Institute und deren forschungspolitische Ausrichtung gingen von dem Chemiker Peter Adolf Thiessen aus, der aber nach kurzer Zeit als Berliner KWG-Präsident in die Sowjetunion ging. Oberbürgermeister Arthur Werner und der Leiter der Abteilung für Volksbildung, Otto Winzer, ernannten daraufhin „den Physikochemiker und Altkommunisten Robert Havemann zum vorläufigen Leiter der Kaiser-Wilhelm-Gesellschaft“.

## Der Havemann-Plan
Havemann agierte am Anfang nicht sonderlich geschickt. Er beanspruchte die Führung für die gesamte KWG, also auch für die süd- und westdeutschen Institute, und sprach der Göttinger Generalverwaltung unter Ernst Telschow jegliche Legitimität ab. Den gleichen Vorwurf erhob dann umgekehrt Max Planck, der kommissarische Präsident der „Göttinger“ KWG.
Unbeschadet der Klärung der Frage, wer nun der rechtmäßige Sprecher der KWG sei, konzentrierte Havemann in der Folge seine Arbeit darauf, die Existenz der Berliner KWG-Institute sicherzustellen. Er initiierte zu diesem Zweck einen wissenschaftlichen Beirat, der dafür sorgte, dass Anfang 1946 die in Berlin verbliebenen KWG-Institute wieder ihre Arbeit aufnehmen konnten. „Der Magistrat von Berlin sorgte für die finanzielle Unterstützung und versprach den Berliner Kaiser-Wilhelm-Instituten pro Quartal 240.000 RM zur Verfügung zu stellen.“ Diese Mittel waren jedoch keineswegs ausreichend, weshalb versucht wurde, einen Teil der Personalkosten für das wissenschaftliche Personal auf die Berliner Universität, die Technische Universität und die Deutsche Akademie der Wissenschaften zu verlagern. Das wurde jedoch dadurch erschwert, dass seit dem 8. Januar 1946 die Berliner Universität der Zentralverwaltung für Volksbildung und damit der Sowjetischen Militäradministration unterstand. Gleiches galt für die am 1. August 1946 wiedereröffnete Deutsche Akademie der Wissenschaften, die allerdings Interesse an einer Eingliederung der Berliner KWG-Institute zeigte. Eine Intervention der Finanzkommission der Alliierten Kommandantur führte zusätzlich zu einer drastischen Reduzierung der ursprünglich zugesagten Mittel, was den Handlungsdruck weiter erhöhte und „die Amerikaner in ihrer Auffassung [bestärkte], dass sie für ihren Sektor eine eigenständige Lösung finden mussten.“
Am 4. September 1946 kam es zu einem Treffen zwischen Robert Havemann in seiner Eigenschaft als Leiter der Berliner KWG, einigen Institutsvertretern „und Vertretern der amerikanischen Militärregierung“, wobei diese „von Shafer und Karsen vertreten“ wurde.

Bei dem im Zitat erwähnten Karsen handelte sich um Fritz Karsen, den 1933 von den Nazis abgesetzten Direktor der Karl-Marx-Schule in Berlin-Neukölln, der nach mehreren Stationen in der Emigration in die USA gelangt war und dort 1944 die US-amerikanische Staatsbürgerschaft angenommen hatte. Er arbeitete von 1946 bis 1948 für das Office of Military Government der US-Army, das OMGUS, und war dort als Chief, Higher Education and Teacher Training in der Hauptabteilung Education and Cultural Relations beschäftigt. Seine Berufung auf diesen Posten resultierte aus seiner alten Bekanntschaft zu zwei amerikanischen Wissenschaftlern, die er 1927 während eines Studienaufenthalts an der Columbia University kennengelernt hatte – ebenso, wie der im nachfolgenden Zitat erwähnte Erich Hylla, der sich dort ein Jahr vor Karsen aufgehalten hatte. Karsen und Hylla hatten schon Anfang der 1920er Jahre im Preußischen Kultusministerium zusammengearbeitet. 

„As the educational systems began functioning along older lines, E&RA strength rose to forty officials by mid-1946. Because of its lowly status within the military government, E&RA was unable to attract a prominent American education expert to lead it. Military Governor Lucius D. Clay was, therefore, forced to appoint his unknown section chief, John W. Taylor, who had a doctorate in education from Columbia Teachers College. Taylor then enlisted his old mentor, Richard Thomas Alexander, as his adviser. Both were well acquainted with prewar German education. An outspoken critic of the traditional multitrack system, Alexander enlisted German reformers, such as the Prussian education expert Erich Hylla, in his cause.“

Karsens Hauptaufgabe betraf den Wiederaufbau der Hochschulen und Universitäten. 

„Als Chef der Sektion ‚University Education‘ hatte er insofern eine Schlüsselposition, als er der maßgebliche Berater in allen Fragen der Hochschulbildung war und zugleich die Aufsicht über sämtliche Universitäten und Hochschulen der amerikanisch besetzten Zone Deutschlands führte. In dieser Tätigkeit hatte er die Richtlinien der Hochschulpolitik auszuarbeiten und in den Gremien des Länderrats und der Alliierten Kontrollkommission zu vertreten. Sodann oblag ihm die Durchführung der entsprechenden hochschulpolitischen Maßnahmen im Wege von Verordnungen und Vorschriften sowie die zugehörige Kontrolle. Dabei ergab sich einerseits die Zusammenarbeit mit den zuständigen Universitätsoffizieren, andererseits waren Kontakte mit den deutschen Kultusbehörden und den Vertreteern der Hochschulen aufzunehmen und zu pflegen.“

Bei dem zuvor erwähnten Treffen vom 4. September 1946 ging es natürlich vorrangig um Fragen der Finanzierung, wobei sich erstmals die Idee herauskristallisierte, die in Berlin verbliebenen Institute, deren Finanzierung alleine aus Berliner Mitteln nicht zu realisieren gewesen wäre, durch die einzelnen Landesregierungen der amerikanischen Besatzungszone sicherzustellen. Entsprechende Überlegungen waren von Havemann bereits angestellt worden und gipfelten in der Überlegung, „die in Berlin-Dahlem gelegenen Kaiser-Wilhelm-Institute zu einer Hochschule der wissenschaftlichen Forschung zusammenzuschließen.“ An dieser sollte „in Verbindung mit grundlegender Forschungsarbeit die Erziehung von qualifiziertem wissenschaftlichem Nachwuchs erfolgen. Im Gegensatz zu den Universitäten, die vor allem das Ziel hätten, den Lehrer- und Technikernachwuchs heranzubilden, würde diese neue Hochschule vorrangig dazu dienen, besonders begabte angehende Wissenschaftler aufzunehmen und zu unterrichten.“
Da die Forschung in Deutschland nach dem Ende des Zweiten Weltkriegs unter besonderen alliierten Vorbehalten stand, „plante Havemann, um die Chancen auf Verwirklichung seines Plans zu erhöhen, eine Art Kontrollmechanismus einzubauen. Er schlug die Aufnahme ausländischer Wissenschaftler vor, die die Forschungsarbeiten als Beobachter begleiten und dabei zugleich die Einhaltung alliierter Vorgaben überprüfen würden. Diese Wissenschaftler seien durch Kontrollinstanzen autorisiert und hätten als Mitarbeiter an den Instituten einen vollkommenen Einblick in die Forschungstätigkeit und könnten diese damit wirkungsvoll überwachen. Finanziert werden sollte die Hochschule, zumindest solange die Kosten nicht aus den Etats der einzelnen Institute gedeckt werden konnten, durch eine zu diesem Zweck zu gründende Gesellschaft zur Förderung des wissenschaftlichen Nachwuchses. Dieser sollten Privatpersonen, Universitäten und Behörden angehören, die Stipendien für einzelne hochbegabte Wissenschaftler zur Verfügung stellen würden.“
Fritz Karsen machte sich Havemanns Plan weitgehend zu eigen und forcierte in der Folgezeit den Aufbau einer eigenen wissenschaftlichen Einrichtung in der amerikanischen Zone – vermutlich auch deshalb, weil er die alten Institutionen des Bildungssektors für nicht oder nur schwer reformierbar hielt und in einer neuen Einrichtung bessere Chancen für eine Demokratisierung des Bildungswesens erblickte. Karsen hatte einen mehr als skeptischen Blick auf die deutsche Bildungslandschaft der Nachkriegsjahre. Nach seinem Urteil „konnten weder die von der Militärregierung geplante Abkehr von dem schichtenspezifischen dreigliedrigen Schulwesen noch eine Vereinheitlichung der Lehrerbildung verwirklicht werden: die Lehrerschaft der höheren Schulen und die Professorenschaft hätten die angestrebte demokratische Einheitsschule fast durchweg abgelehnt.“ Er sah das Haupthindernis „für eine Demokratisierung des Bildungswesens in dem starren Festhalten an der im Grunde elitären ‚glorreichen deutschen Bildungs- und Erziehungstradition‘.“
Trotz dieses Skeptizismus lehnte Karsen eine gewaltsame Umerziehung ab, „denn gerade die Umerziehung zur Demokratie konnte seiner Ansicht nach nicht gewaltsam erreicht werden. Stattdessen befürwortete er eine unaufdringliche Zusammenarbeit mit jenen Kräften, denen es um demokratischen Umstellung des herkömmlichen Bildungssystems in Deutschland zu tun war; ihnen sollte ganz pragmatisch geholfen werden.“ Wie nötig dieser Pragmatismus war, sollte sich später in den vielen Auseinandersetzungen mit den Ländervertretern erweisen, die das Projekt Forschungshochschule zumeist nur äußerlich mittrugen.
„Von Beginn an legte Karsen großen Wert auf die Feststellung, dass es sich um einen völlig neuartigen Versuch handele, die bisher an den Instituten stattfindende reine Forschungstätigkeit mit der Lehre und Ausbildung zu verbinden. Das Studienangebot richte sich vorrangig an promovierte Wissenschaftler, die bereits praktische Erfahrungen gesammelt hatten. Die Forschungshochschule böte ihnen die Möglichkeit einer zweijährigen intensiven Forschungstätigkeit bei freiem Lebensunterhalt. Nach Ablauf dieser Zeit war die Rückkehr an ihren früheren Arbeitsplatz vorgesehen.“ Radde, der Karsens Mitarbeit an dem Projekt Forschungshochschule ausführlich darstellt, dabei aber Robert Havemann als eigentlichen Initiator unterschlägt, beruft sich auf einen Entwurf Karsens vom Februar 1947 und sieht in diesem das „Musterbeispiel einer nicht mehr von Ordinarien beherrschten, sondern nach demokratischen Prinzipien strukturierten wissenschaftlichen Institution“, in der junge Wissenschaftler sämtlicher Disziplinen, „besonders jedoch auf sozial- und erziehungswissenschaftlichem Gebiet“ tätig werden könnten. Gerade für letzteres „sprach jedenfalls die großangelegte Planung eines Instituts für Bildungsforschung (‚institute for educational research‘)“. Auch Meiser betont Karsens Priorität für „die Errichtung eines Instituts für wissenschaftliche Pädagogik, da dieses Fachgebiet bisher in Deutschland stark vernachlässigt worden war. Es würde das einzig neu zu gründende Institut innerhalb der Forschungshochschule sein und mit einem relativ hohen Etat von einer halben Million RM sowie fünf bis sechs Professoren und zehn bis zwölf Assistenten ausgestattet werden.“
Dem von Radde zitierten Karsen-Papier aus dem Februar 1947 war jedoch bereits eine andere Entwicklung vorausgegangen. Am 4. November 1946 hatten sich nämlich bereits „Vertreter der Länder Bayern, Großhessen und Württemberg-Baden sowie des Länderrats und der amerikanischen Militärregierung [getroffen], um über die Zukunft der Berliner Institute zu beraten“. An diesem Treffen nahm Havemann nicht mehr teil – ob nicht eingeladen oder aus Verärgerung, lässt Meiser offen. Havemann spielte von da an auch keine aktive Rolle mehr bei den weiteren Planungen für die Forschungshochschule – stattdessen jene, „die sich bisher in keiner Weise mit dem Schicksal der Institute befasst haben und die kein direktes Interesse an ihrer Zukunft besitzen“. Das bezieht sich nicht auf Fritz Karsen, sondern vor allem auf die Vertreter aus den Ländern der amerikanischen Besatzungszone, nicht zuletzt auf den Vertreter Bayerns, Friedrich Glum. Mit Havemanns freiwilligem oder gewolltem Rückzug – soweit ist dann Radde Recht zu geben – wurde aus dem Havemann-Plan zunehmend ein Karsen-Plan. Er war es, der noch bis 1948, dem Jahr seiner Rückkehr in die USA – versuchte, gegen viele Widerstände die Idee der School of Advanced Studies für Berlin zu retten.

## Karsens Pläne und ihre Widersacher
Der Plan, den Karsen den Ländervertretern vorlegte, war sehr ambitioniert. 

„Die Forschungshochschule sollte für 300 bis 400 Studenten ausgelegt sein und sich vorrangig an zwei Zielgruppen richten: ‚1. Akademiker, die ihr Studium mit einer hochwertigen Doktorarbeit abschliessen wollten, und 2. bereits fertige jüngere Akademiker, die in ihrem Fach hervorragende Eignung aufwiesen und in einem der Institute ihre fachliche Ausbildung vervollkommen wollten, um möglicherweise ganz zur Forschung überzugehen‘. Die Auswahl geeigneter Kandidaten würde durch extra dafür geschaffene Gremien erfolgen. Während ihrer zweijährigen Ausbildung sollten die Studenten von den Stiftungsländern unterstützt werden. Dabei war ein Stipendium in Höhe von jährlich 2.400 RM vorgesehen. Karsen veranschlagte für die Finanzierung der Forschungshochschule einen jährlichen Etat von rund fünf Millionen RM. Davon sollten 20–25 % durch eigene Einnahmen der Institute und 10 % von privater Seite aus gedeckt werden. Auch eine finanzielle Beteiligung des Berliner Magistrats wurde in Erwägung gezogen. Damit hätte sich noch eine Finanzierungslücke von drei Millionen RM aufgetan. Karsen war jedoch davon überzeugt, dass auch die amerikanischen Stellen finanzielle Mittel bereitstellen würden, wären die Deutschen gewillt, den noch fehlenden Betrag aufzubringen. Nach Ansicht des Ministerpräsidenten von Großhessen. Karl Geiler, würde die Bereitstellung der noch fehlenden drei Millionen RM keinerlei Probleme bereiten. Zunächst jedoch bewilligte der Länderrat erst einmal 116.000 RM für das Projekt Forschungshochschule.“

Kritik an Karsens Plan, die aber nicht zu dessen völliger Ablehnung führte, kam aus Bayern. Die Gefahr für die Länderautonomie durch eine eher zentral ausgerichtete Forschungshochschule wurde ebenso beschworen wie die generelle Eignung einer Vielzahl der in Berlin ansässigen Institute. Ein weiterer Einwand betraf die absehbaren Veränderungen in der Forschungslandschaft: Als Nachfolgerin der Kaiser-Wilhelm-Gesellschaft war die Gründung der Max-Planck-Gesellschaft (MPG) bereits weit fortgeschritten, und diese könnte nach Ansicht des bayerischen Vertreters im Länderrat, Friedrich Glum, die der Forschungshochschule zugedachten Funktionen übernehmen, eine eigene Institution mithin überflüssig machen.
Karsen gelang es, die Einwände gegen seinen Plan zu widerlegen, insbesondere auch dadurch, dass er im Hinblick auf den vermuteten Dualismus von MPG und Forschungshochschule auf den grundlegenden Unterschied zwischen den beiden Einrichtungen verwies: „Während die Max-Planck-Gesellschaft eine reine Forschungseinrichtung sei, sollte in Berlin die Ausbildung im Vordergrund stehen.“ Er konnte auch verhindern, dass die Gründung der Forschungshochschule in Berlin als Teil der generellen Finanzierung der Forschungseinrichtungen in der amerikanischen Besatzungszone behandelt werden sollte, was ein vorrangiges Interesse Bayerns war. Ganz im Sinne Karsens beschlossen die Ländervertreter auf der Sitzung im November 1946 die Gründung eines Sonderausschusses für die Gründung einer Forschungshochschule in Berlin.
Was wie ein Sieg aussah, erwies sich einen Monat später als Täuschungsmanöver. Am 3. Dezember 1946 fassten die Ländervertreter einen erneuten Beschluss. Sie richteten einen Sonderausschuss für den Erhalt der Forschungsinstitute in den Ländern der amerikanischen Zone ein und besetzten diesen mit den gleichen Personen, die sie zuvor für den Sonderausschuss für die Gründung der Forschungshochschule in Berlin bestimmt hatten. Friedrich Glum hatte in beiden den Vorsitz, und Fritz Karsen erfuhr von diesem Coup erst im März 1947. Obwohl genau diese Vermischung, auch wegen des besonderen Status von Berlin, von amerikanischer Seite nicht gewünscht war, wurde sie in der Folge hingenommen.

## Auswahl von 15 Instituten
Wenn bisher immer nur von den in Berlin verbliebenen KWG-Instituten die Rede war, darf darüber nicht vergessen werden, dass es sich dabei um 45 Institute handelte. Sie konnten und sollten nicht alle in die Forschungshochschule überführt werden, weshalb Karsen und Glum für den Sonderausschuss eine Rangliste erarbeiteten, mit der sie die Institute in drei Klassen einteilten: „Gruppe I umfasst diejenigen Institute, die vorbehaltlos als geeignet angesehen werden, in die Forschungshochschule einbezogen zu werden. Gruppe II ist für die Forschungshochschule bedingt geeignet. Die endgültige Entscheidung kann erst später aufgrund nochmaliger Prüfung getroffen werden. Gruppe III ist ungeeignet und scheidet von vornherein für die Einbeziehung in die Forschungshochschule aus.“ Auf diese Weise wurden zunächst 26 Institute ausgewählt, die den Kriterien für die Gruppen I und II entsprachen.

Diese Zuordnung wechselte in der Folge häufiger und umfasste schließlich noch 15 Institute, für die Erich Leist beauftragt wurde, einen Haushaltsplan zu entwerfen. Dieser Ende Januar 1947 vorgelegte Etatentwurf, der einen Bedarf von 4,7 Millionen RM feststellte, zugleich aber auch eine Kürzung um eine Million RM für möglich erachtete, stieß auf den heftigsten Widerstand der Ländervertreter, denen ein Etat deutlich unter drei Millionen RM vorschwebte. Leist, der sich offenbar weitgehend mit den Vorstellungen Karsens identifizierte, hielt daraufhin seinem Hauptkritiker Glum entgegen: 

„Er hat nicht begriffen, dass es sich um den grossen Plan eines neuen Hochschultypus handelt, klebt in Gedanken an der alten Kaiser-Wilhelm-Gesellschaft und hat scheinbar völlig vergessen, dass wir hier in Konkurrenz zum Osten, insbesondere zur Akademie der Wissenschaften stehen und jeder Vergleich mit den ‚erstklassigen süddeutschen Instituten‘ absurd ist.
Es kommt nicht darauf an, die eine oder andere Forschungsstätte zu erhalten und einem oder dem anderen zufällig anwesenden Gelehrten die Arbeit zu ermöglichen, sondern es kommt darauf an, einen neuen Hochschultyp zu schaffen, den Deutschland noch nicht kennt und der in Amerika mit vollem Erfolg an verschiedenen Stellen in Wirksamkeit getreten ist.“

Zwei Positionen standen sich damit gegenüber, von denen sich in der Folgezeit zeigte, dass die von Leist kritisierte, auf föderale Sonderinteressen fokussierte, die wirkmächtigere sein wird.
Da Leist sich weigerte, weitere Abstriche an seinen Vorschlägen vorzunehmen, arbeitete der württembergische Vertreter im Sonderausschuss, Hans Georg Rupp einen neuen Etatentwurf aus, was in einem ersten Schritt zu einer starken Kürzung der Anzahl der in die Forschungshochschule zu integrierenden Institute führte. Von den ursprünglich 45 Instituten, die im ersten Schritt schon auf etwa 28 Institute reduziert worden waren, blieben nun noch acht übrig; doch auch dies war nur ein Zwischenschritt in der Geschichte der Forschungshochschule, für die Ende Februar 1947 vom OMGUS die Gründung einer Stiftung der drei Länder der amerikanischen Zone als künftige Rechtsform festgelegt worden war. Die Umsetzung dieser Vorgabe oblag den Ländern der amerikanischen Zone.

## Schaffung der rechtlichen Rahmenbedingungen
Am 3. Juni 1947 wurde zwischen den Ländern Bayern, Württemberg-Baden und Hessen das Staatsabkommen über die Errichtung einer deutschen Forschungshochschule in Berlin-Dahlem und die Finanzierung deutscher Forschungsinstitute verabschiedet, das in der Folgezeit von den drei Landtagen in Landesrecht übernommen wurde, so in Hessen per Gesetz vom 29. November 1947. Das Staatsabkommen regelte in seinem Artikel 1 die Gründung der Stiftung für die Forschungshochschule. Die als Anlage 1 beigefügte Stiftungsurkunde bestimmte als deren Sitz Stuttgart – bedingt durch den Viermächtestatus von Berlin, der einen Sitz in Berlin kaum möglich gemacht hätte. Die Aufsicht über die Stiftung lag beim württembergisch-badischen Kultusministerium. Ausdrücklich wurde festgehalten, dass der Beitritt zu diesem Abkommen allen deutschen Staaten und Berlin freistehe, denn der Magistrat von Berlin war, obwohl es ja um Berliner Institute ging, ebenfalls wegen des Viermächtestatus, nicht aktiv an dem Verfahren beteiligt worden. Die Verlegung des Stiftungssitzes wurde für zulässig erklärt. Als Stiftungsorgane wurden der Stiftungsrat und der ständige Bevollmächtigte der Stiftung (ohne Stimmrecht im Stiftungsrat) genannt. Dem Stiftungsrat sollte je ein Vertreter des Finanz- und Erziehungsministeriums der vertragschließenden Länder angehören, er hatte als eine seiner zentralen Aufgaben über die Anstellung oder Entlassung der Institutsdirektoren, wissenschaftlichen Mitglieder und Abteilungsleiter zu entscheiden. Seine Erweiterung um Persönlichkeiten des geistigen, sozialen und wirtschaftlichen Lebens war zulässig.
Für die Forschungsarbeiten selber ist der Abschnitt XIII der Stiftungsurkunde von besonderer Bedeutung: „Die Forschung innerhalb der Institute ist frei. Sie unterliegt nur den im Kontrollratsgesetz Nr. 25 vorgesehenen Beschränkungen.“
Der Artikel 2 des Staatsabkommens bestimmt, dass die vertragsschließenden Länder sich verpflichten, „für deutsche Forschungsinstitute von einer über den Rahmen eines einzelnen Staates hinausgehenden überragenden wissenschaftlichen Bedeutung gemeinsam die Mittel aufzubringen“. Hierzu zählen nach einer Anlage II 14 Institute:
- Deutsches Museum in München
- Germanisches Museum in Nürnberg
- Deutsche Forschungsanstalt für Psychiatrie in München
- Monumenta Germaniae Historica in München
- Thesaurus Linguae Latinae in München
- Deutsches Kunsthistorisches Centralinstitut in München
- Deutsches Archäologisches Institut in München
- Kaiser-Wilhelm-Institut für Hirnforschung in Dillenburg
- Kaiser-Wilhelm-Institut für Biophysik in Frankfurt am Main
- Paul-Ehrlich-Institut in Frankfurt am Main
- Römisch-Germanische Kommission in Frankfurt am Main
- Forschungsstelle für Virusforschung in Heidelberg
- Kaiser-Wilhelm-Institut für medizinische Forschung in Heidelberg
- Astronomisches Recheninstitut in Heidelberg

In Artikel 3 des Staatsabkommens wurde festgelegt: „Die Staaten beteiligen sich an der Aufbringung der Mittel nach dem folgenden Schlüssel: Bayern 50 %, Hessen 25 % und Württemberg-Baden 25 %. Treten andere Staaten oder Berlin dem Abkommen bei, so ist dieser Schlüssel unter Berücksichtigung dieses Beitritts neu festzulegen.“
Mit den Regelungen der Artikel 2 und 3 des Staatsabkommens wurden die Blaupausen geschaffen für das nach der Gründung der Bundesrepublik Deutschland zwischen den Bundesländern und Berlin vereinbarte Königsteiner Staatsabkommen, dessen voller Name Staatsabkommen der Länder der Bundesrepublik Deutschland über die Finanzierung wissenschaftlicher Forschungseinrichtungen lautet, und dessen wichtigste Aufgabe die Forschungsfinanzierung nach dem Königsteiner Schlüssel ist.

## Berliner Geschichten
Die 1947 geschaffenen Rechtsgrundlagen für die Deutsche Forschungshochschule sahen zunächst keine aktive Beteiligung Berlins vor, obwohl ja die neue Institution vorrangig Instituten eine neue Arbeitsperspektive eröffnen sollte, die in Berlin ansässig waren. Und so waren sich auch die Vertreter der westdeutschen Länder im Klaren darüber, dass es „auf die Aussenwelt doch einen merkwürdigen Eindruck machen […] [würde], wenn 3 süddeutsche Länder aus Instituten, die in Gross-Berlin belegen [sic] seien, eine Forschungshochschule gründeten, ohne den Magistrat von Berlin daran zu beteiligen. Ein solches Vorgehen müsse das Prestige Berlins und vor allem das Prestige des Magistrats gegenüber den Besatzungsmächten wesentlich schwächen.“ Doch die Situation war schwierig: der Viermächte-Status schränkte die Handlungsmöglichkeiten des Magistrats ein und ließ auch die Amerikaner vorsichtig agieren; die Insellage Berlins erschwerte die Kommunikation mit den anderen Ländern der amerikanischen Zone, Berliner Ängste vor einem Bedeutungsverlust waren ebenso vorhanden wie umgekehrt die Ängste Bayerns, für etwas zahlen zu sollen, woraus es keinen eigenen Nutzen ziehen könne. So kam es erst im November 1947 zu ersten konkreten Verhandlungen über eine Beteiligung Berlins und Bremens, zu einem Zeitpunkt also, zu dem das Staatsabkommen längst verabschiedet war.
Nachdem es zunächst danach aussah, als ob es zu einer Einigung mit Berlin kommen könne, zerschlugen sich diese Hoffnungen sehr schnell. Berlin reklamierte für sich einen größeren Einfluss auf die Stiftung und verlangte unter anderem, dass deren Sitz in Berlin sein müsse. Das führte ebenfalls noch im November 1947 zu einem Krisengespräch zwischen dem Berliner Volksbildungsstadtrat Walter May, Fritz Karsen, Richard T. Alexander und weiteren Vertretern von OMGUS. Berlin wurden dabei kleinere Zugeständnisse gemacht, doch „wiesen die Teilnehmer dieses Gesprächs Walter May ganz unmissverständlich darauf hin, dass eine Mitarbeit Berlins bei der Stiftung zwar erwünscht sei, die Forschungshochschule aber, ob mit oder ohne eine Beteiligung Berlins, auf jeden Fall gegründet werden würde“. Berlin lenkte am 29. Januar 1948 in einem Schreiben von May an Karsen ein; und auf Initiative von Richard T. Alexander wurden Anfang Februar 1948 von den Stiftungsgründern einige Punkte klargestellt, die Berlins Beitritt erleichtern sollten. Unter anderem wurde festgehalten, dass das bayerische Kultusministerium, auf das mittlerweile die Stiftungsaufsicht übergegangen war, keine Dienstaufsicht ausüben und keine Verwaltungsanordnungen erlassen dürfe. Am 16. Februar 1948 beschloss dann der Berliner Magistrat den Beitritt zum Staatsvertrag.

## Aufnahme der Arbeit der Deutschen Forschungshochschule
Eine der letzten formalen Hürden für die Aufnahme der Arbeit der Forschungshochschule war die Genehmigung der Stiftung durch das Bayerische Staatsministerium für Unterricht und Kultus. Diese erfolgte Ende April 1948, und am 13. Mai 1948 fand die konstituierende Sitzung des Stiftungsrats in Wiesbaden statt.
Wie schon früher von Erich Leist verlangt, den Etat für die Forschungshochschule auf deutlich unter 3 Millionen RM zu begrenzen (siehe oben), wurde dies nun beschlossen und den Instituten nur noch 2,5 Millionen RM zugestanden. Aufgrund des Beitritts von Berlin und Bremen wurde der Verteilungsschlüssel geändert: auf Bayern entfielen 42 %, auf Hessen und Württemberg-Baden je 20 %, auf Berlin 15 % und auf Bremen 3 %. Nutznießer dieser Mittel waren:
- das Kaiser-Wilhelm-Institut für physikalische Chemie und Elektrochemie[32]
- das Kaiser-Wilhelm-Institut für Zellphysiologie[33] mit
  - dem angeschlossenen Institut für Gewebeforschung[34]
- die Forschungsgruppe Biologie mit
  - dem Institut für vergleichende Erbbiologie und Erbpathologie[35]
  - dem Institut für Geschichte der Kulturpflanzen.[36]
- das Kaiser-Wilhelm-Institut für ausländisches öffentliches Recht und Völkerrecht[37]
- das Institut für Soziologie und Völkerpsychologie (das einzige Institut das vorher nicht zur KWG gehört hatte)[38]

Nicht enthalten in dieser Aufzählung ist das von Fritz Karsen favorisierte Institut für wissenschaftliche Pädagogik, obwohl es hierfür schon weit gediehene Pläne der amerikanischen Militärregierung gab. „So hatten sie unter anderem den Einsatz von zwölf amerikanischen Professoren an der Forschungshochschule eingeplant, wobei die grösste Anzahl, acht, für den Bereich der Sozial- und Erziehungswissenschaften vorgesehen war. Dadurch sollte insbesondere die empirische Forschung, die bisher in Deutschland stark vernachlässigt worden war, gestärkt werden.“

Erich Leist hatte schon nach seiner Auseinandersetzung mit Glum ein Jahr zuvor resignierend festgestellt: 

„Von dem ganzen Plan der Forschungshochschule ist übriggeblieben die Unterstützung von ein paar in Berlin verbliebenen Instituten und Gelehrten durch die süddeutschen Länder. Dazu bedarf es keiner Verwaltung. Diese Institute könnte die Stadtverwaltung Zehlendorf durch einen Obersekretär verwalten lassen.“

Meiser schließt sich diesem Urteil an, wenn sie ihre Sicht auf die Entwicklung wie folgt zusammenfasst: 

„Von der anfänglichen Idee einer Forschungshochschule, an der die an den Instituten stattfindende reine Forschungstätigkeit mit der Lehre verbunden und so eine völlig neue Form der wissenschaftlichen Ausbildung geschaffen werden sollte, war bis auf den Namen kaum etwas übrig geblieben. Die Institute blieben auch nach ihrer Aufnahme völlig eigenständige Einrichtungen, die sich vorrangig der Forschungsarbeit widmeten und nicht, wie eigentlich angedacht, in genauso großem Ausmaß auch der Ausbildung und Lehre. Die Stiftung ‚Deutsche Forschungshochschule‘ war damit auf eine einzige Funktion, nämlich die eines Geldgebers, reduziert worden.
Sie fungierte als eine Übergangsgesellschaft zur Rettung der Dahlemer Institute, bis diese 1953 in die Max-Planck-Gesellschaft übernommen wurden.“

Fritz Karsen, der eigentliche Motor des Projekts Forschungshochschule, hat dieses Scheitern seiner Reformidee nicht mehr aus nächster Nähe miterlebt: Er war 1948 in die USA zurückgekehrt, um dort seine akademische Laufbahn fortzusetzen.
Die Deutsche Forschungshochschule hatte wenige Unterstützer in der Forschungslandschaft der Nachkriegszeit, aber viele Neider. Der Kaiser-Wilhelm-Gesellschaft und in ihrer Folge der Max-Planck-Gesellschaft ging es primär darum, ihre Besitzansprüche auf die Institute und deren Einrichtungen aufrechtzuerhalten, die in die Forschungshochschule überführt worden waren; und als 1948 die Freie Universität Berlin gegründet worden war, die sich ebenfalls als Reform-Hochschule verstand, war ein Akteur auf der Bildfläche erschienen, dem die Forschungshochschule schnell unterlegen war. Mit der Währungsreform vom Juli 1948 drohte zudem die finanzielle Austrocknung. Der Etat von 2,5 Millionen RM sollte auf 636.700 DM reduziert werden. Durch Unterstützung des Berliner Magistrats, der mehr Mittel zusagte, als er nach dem Staatsvertrag hätte aufbringen müssen, konnte das Schlimmste abgewendet werden. Klar war damit aber auch, dass damit für die Zukunft eine andere Finanzierungsgrundlage geschaffen werden musste.
Bereits im März 1948 hatten Verhandlungen begonnen, um das noch recht junge Staatsabkommen zu reformieren. Auslöser waren die Beitritte Berlins und Bremens, doch stand nun auch die Erweiterung auf alle Länder der drei Westzonen im Raum. Das führte im April 1949 zu dem schon erwähnten Staatsabkommen der Länder der Bundesrepublik Deutschland über die Finanzierung wissenschaftlicher Forschungseinrichtungen, das unter dem Namen Königsteiner Abkommen bekannt wurde und bis heute, wenn auch mit Modifikationen, in Kraft ist. Im Finanzierungsmodell dieses neuen Abkommens, dem Königsteiner Schlüssel, waren noch einmal 1,4 Millionen DM für die Finanzierung der Deutschen Forschungshochschule vorgesehen.

## Der langsame Niedergang der Deutschen Forschungshochschule
Das Königsteiner Abkommen wurde begleitet von Verhandlungen mit der Max-Planck-Gesellschaft, die ein starkes Interesse an der Übernahme der ehemaligen KWG-Institute hatte. Einem schnellen Einigungsprozess standen erneut die noch immer geltenden amerikanischen Sonderrechte in Berlin und die Befindlichkeiten Berlins selber im Wege. Berlin bestand einerseits auf einer weitgehenden Mitsprache und hatte andererseits Angst vor einem kulturellen Besitzverlust, der unter Umständen daraus resultieren könnte, dass die MPG in Berlin ansässige Institute oder Institutsteile aus der Stadt abziehen könnte, um sie mit ähnlichen Einrichtungen in Westdeutschland zu vereinen. Stattdessen verlangte Berlin gar, dass die Generalverwaltung der MPG von Göttingen wieder nach Berlin verlegt werden müsse. Parallel dazu gab es bereits im Oktober 1949 im Stiftungsrat der Forschungshochschule Stimme, die meinten, der „ursprüngliche Zweck, einer amerikanischen Idee folgend, eine school of advanced studies zu schaffen, hat sich nicht erfüllt“.
Die Verhandlungen zogen sich in die Länge, wobei sich auch einzelne Institutsdirektoren, so vor allem Otto Warburg, mit Forderungen nach persönlichen Sonderrechten einmischten. Ende November 1952 lag erstmals ein für Berlin und die MPG konsensfähiges Abkommen vor, das dazu führte, dass im Februar 1953 die Verhandlungen endgültig beendet und die Auflösung der Stiftung Deutsche Forschungshochschule zum 1. Juli 1953 vorbereitet werden konnte. Die wesentlichen Inhalte dieser Vereinbarung waren:
- Die Max-Planck-Gesellschaft nimmt alle Institute und Abteilungen der Forschungshochschule ohne Ausnahme auf.
- Keine der aufgenommenen Einrichtungen darf ohne die Erlaubnis des Berliner Senats aus der Stadt verlegt werden.
- Werden bei den Berliner Max-Planck-Instituten Kuratorien gebildet, erhält die Stadt Berlin in jedem jeweils zwei Sitze.
- Die Max-Planck-Gesellschaft übernimmt nach der Auflösung der Stiftung alle Verpflichtungen der Forschungshochschule und Berlin verzichtet im Gegenzug auf die Erstattung früherer Leistungen an die Institute.

Mit Schreiben vom 5. März 1954 hob das bayerische Kultusministerium – Bayern war ja Sitzland der Stiftung – die Stiftung „Deutsche Forschungshochschule“ nach „Unmöglichwerden der Erfüllung des Stiftungszweckes, insbesondere im Hinblick auf die Übernahme der von ihr getragenen Institute durch die Max-Planck-Gesellschaft auf Antrag des Stiftungsrats“ auf. Ein in Deutschland ungeliebtes Projekt zur Reform und Demokratisierung der deutschen Forschungslandschaft hatte ein unrühmliches Ende gefunden.

## Ein Institut für wissenschaftliche Pädagogik
Die Idee für ein Institut für wissenschaftliche Pädagogik, das Fritz Karsen als wichtigen Bestandteil der Deutschen Forschungshochschule angesehen hatte und das in Berlin nicht mehr realisiert wurde, findet sich wieder in einer Einrichtung, die im November 1950 durch Beschluss der Hessischen Landesregierung als „Hochschule für Erziehungswissenschaft und Internationale Pädagogische Forschung“ gesetzlich verankert und dann als in Frankfurt am Main ansässige Stiftung „Hochschule für Internationale Pädagogische Forschung“ am 25. Oktober 1951 konstituiert wurde. Als „Väter“ dieser Einrichtung gelten Erich Hylla und Erwin Stein. Beider Wege haben sich oft mit denen von Fritz Karsen gekreuzt, wobei Hylla, wie oben schon erwähnt, und Karsen bereits Anfang der 1920er Jahre zusammengearbeitet hatten und auch bei ihrer Arbeit für das OMGUS Kontakt untereinander gehabt haben dürften, zumal sie dort gemeinsame Vorgesetzte hatten. Erwin Stein wiederum, der am 7. Januar 1947 hessischer Kultusminister geworden war, vertrat das Land Hessen im Stiftungsrat der Deutschen Forschungshochschule und im Länderrat. Von daher kann angenommen werden, dass sie mit Karsens Vorstellungen gut vertraut waren.
Stein hat bereits in seinem Entwurf für ein Gesetz über die Ausbildung der Lehrer in Hessen vom Dezember 1948 die Errichtung der
„Hochschule für Erziehungswissenschaft und Internationale Pädagogische Forschung“ vorgesehen und diese explizit im Kontext des „Staatsabkommens über die Errichtung einer Deutschen Forschungshochschule in Berlin-Dahlem“ verortet und sie als „Aufgabe, die über die Angelegenheiten eines Landes hinausgehen“ beschrieben und damit Förderung im Rahmen des Staatsabkommens anvisiert. Hylla wiederum traf 1947 „Dr. William L. Wrinkle, then chief of the secondary education section in the Public Education Branch, OMGUS, and now HICOG's educational affairs adviser. […]THIS MEETING brought reality to the old dream, now shared by both men, resulting in the association which was to gain the necessary support from German and American sources for the creating of the Institute for International Educational Research. The development of the idea of a graduate school of this type in Germany could never have proceeded to its present successful conclusion without the close cooperation and teamwork of these two educators. […]Professors Hylla and Wrinkle, sensing official German interest in such an institution, approached Dr. Stein in Wiesbaden. As a result, the Society for Educational Research and Advanced Studies in Education was organized, with Dr. Stein as president and Mr. Hylla as executive secretary. This society, which was composed of Hessian educational leaders interested in this movement, sponsored the Institute“. Das Resultat war dann, mit finanzieller Unterstützung der „Educational and Cultural Relations Division“ des „Office of the United States High Commissioner for Germany“ die Gründung der „Hochschule für Internationale Pädagogische Forschung“, aus der das Deutsche Institut für Internationale Pädagogische Forschung hervorgegangen ist, heute Mitglied der Leibniz-Gemeinschaft und als Blaue-Liste-Institut in der Tradition der Staatsabkommen stehend, die über das Königsteiner Staatsabkommen zurückführt zur Deutschen Forschungshochschule.
Der in dem vorstehenden Zitat erwähnte Wrinkle erinnert sich aus Anlass des 65. Geburtstags von Erwin Stein an einen Tagebucheintrag vom 19. August 1949: „spent much time today talking with Prof. Hylla about an Institute for Educational Research, Stein’s proposal, Fritz Karsen’s plan, etc.“